# Punta Gorda (Flórida)
Punta Gorda é uma cidade localizada no estado americano da Flórida, no condado de Charlotte, do qual é sede. Foi incorporada em 1887.

## Geografia
De acordo com o United States Census Bureau, a cidade tem uma área de 54,4 km², onde 38,9 km² estão cobertos por terra e 15,5 km² por água.

### Localidades na vizinhança
O diagrama seguinte representa as localidades num raio de 16 km ao redor de Punta Gorda.

## Demografia
Segundo o censo nacional de 2010, a sua população é de 16 641 habitantes e sua densidade populacional é de 428,1 hab/km². Possui 11 580 residências, que resulta em uma densidade de 297,9 residências/km².